# Theatre Royal Stratford East
Das Theatre Royal Stratford East (kurz: TRSE) ist ein großes Theater in Stratford im London Borough of Newham. Seit 1953 ist es die Spielstätte der Theatergruppe Theatre Workshop von Joan Littlewood.

## Bau und erste Jahre
Das Theater wurde 1884 von dem englischen Architekten James George Buckle errichtet, beauftragt vom Impresario Charles Dillon. Es ist die einzige Arbeit Buckles, die heute erhalten ist. Das Theater wurde in nur drei Monaten von der Einreichung des Bauantrags bis zum Eröffnungsabend auf dem Gelände einer ehemaligen Stellmacherei an der Salway Road, nahe der Kreuzung der Angel Lane errichtet und kostete £ 3.600. Buckle sparte Zeit und Geld, indem er die Vorderwand der Stellmacherei stehen ließ und dort lediglich Fenster und Türöffnungen hineinbrach. Zu dieser Zeit lag das Theater noch in einer bäuerlich geprägten Gegend, allerdings auch in unmittelbarer Nähe zum seinerzeit größten Eisenbahnverkehrsknotenpunkt Europas, von dem wahrscheinlich ein Großteil des Publikums stammte.
Das Haus wurde am 17. Dezember 1884 mit einer Neuinszenierung von „Richelieu or, The conspiracy“  von Edward Bulwer-Lytton (1839) eröffnet.
Dillon war zwar ein ernsthafter und engagierter Schauspieler, erwies sich jedoch als weniger guter Manager, wenn es um die finanzielle Seite eines Theaterbetriebs ging. Er verkaufte das Haus schließlich an den erfolgreichen Kohlehändler Albert O'Leary Fredericks (welcher auch mit seiner Schwester verheiratet war und das Theater von Beginn an unterstützte), der einen besseren Geschäftssinn besaß. Albert Fredericks bot dem Theaterpublikum ein deutlich eingängigeres Programm als Dillons traditionelles Theater mit seinen vielen schweren Melodramen. Fredericks war zudem offen für Innovationen und Neuheiten und inszenierte mehrere Dioramen; bewegte Panoramen, die vor den Augen des Publikums abgespult wurden und lebendige Eindrücke schufen, die durch geschickt eingesetzte Beleuchtung bestimmter Bereiche noch plastischer wurden; somit eine Art Vorläufer des Kinos darstellten. 1887 wurde das Haus erweitert und erhielt den Namen Theatre Royal and Palace of Varieties. Dazu wurde von Buckle die Bühne von ursprünglich fünfeinhalb Metern auf 11,5 m Tiefe vergrößert und Umkleideräume eingebaut; zuvor kleideten sich die Schauspieler unter der Bühne um. Für jene Erweiterung erwarb Fredericks zuvor ein Fischgeschäft (in der Angel Lane; die Straße, wie auch die Salway Rd., ist an dieser Stelle heute überbaut) und richtete hier zudem eine Bar ein. Dort findet man stellenweise noch heute den ursprünglichen Mosaikfußboden des vormaligen Ladens. Die vergrößerte Bühne ermöglichte nun auch Opernaufführungen, welche Fredericks in der Spielzeit 1889/90 anbot. Diese kamen beim Publikum gut an und infolge dieses Erfolgs konnte er weitere Verbesserungen am Theater vornehmen.
Am 26. Juni 1901 starb Fredericks und die Leitung des Theaters ging auf sein ältestes Kind, Caroline Fredericks Ellis, über. Caroline leitete das Theater zusammen mit ihren Brüdern Fred Jr. und Sam und führte neue Attraktionen wie Bioskop-Vorführungen und Varieté-Darbietungen ein.

## 20. Jahrhundert
1902 unternahm der britische Architekt Frank Matcham Verbesserungen im Eingangsbereich sowie dem Foyer und ließ auch Elektrizität verlegen. Des Weiteren ließ er Logen einrichten und baute zu einem Teil Sitzreihen in das bis dahin unbestuhlte Parkett. (Seit den Anfängen des englischen Theaters bot der freie Bereich vor einer Bühne unter dem Begriff 'Pit' (Grube) günstige Stehplätze für weniger vermögende Theaterbesucher.) Er vergrößerte so den Zuschauerbereich auf 1.000 Zuschauer. Allerdings waren die Einnahmen einer ausverkauften Abendvorstellung nie größer als £60, was für betont niedrige Eintrittspreise spricht.
1914 dann erhielt das Theater seinen heutigen Namen, welcher auch zu TRSE abgekürzt wird. Ein Feuer, welches am Montag, den 29. August 1921 um Mitternacht im Bühnenbereich wütete, richtete beträchtlichen Schaden im hinteren Teil („Backstage“) des Theaters an. Die anderen Theaterbereiche, darunter der bis heute weitgehend im originalen Zustand erhaltene Zuschauerraum, konnten durch das Schließen des Sicherheitsvorhangs vor der Zerstörung geschützt werden. Die Wiederaufbauarbeiten dauerten bis zum Januar 1922.
Die Fredericks leiteten das Theater unter großen finanziellen Schwierigkeiten bis 1932, da die Folgen des Ersten Weltkrieges (währenddessen das Theater durchgehend geöffnet blieb) und der folgenden Weltwirtschaftskrise, nur unregelmäßig stattfindende Vorstellungen zuließen, insbesondere ab 1926. Oberhalb des Proszenium findet sich rechts und links eines plastisch herausragenden Ornaments jeweils der Buchstabe 'F', erinnernd an die Besitzerschaft der Fredericks – möglicherweise die Abkürzung des Namens Frederick Fredericks, welcher seinerzeit ebenfalls ein beliebter Schauspieler war. Ein Aberglaube des Hauses besagt, dass, würden die Buchstaben entfernt, das Theater in sich zusammenstürzte („crumble“).
Das Theatre Royal Stratford East stellte 1938 seinen Betrieb ein und blieb bis 1943 geschlossen. Für eine kurze Zeit wurden Revuen angesetzt, diese brachten jedoch nicht den erhofften Erfolg und so wurde das Theater bis Oktober 1946 erneut geschlossen. Als der Schauspieler David Horne es dann wieder öffnete, wurde es für einen kurzen Zeitraum recht erfolgreich. Hier wurde das Stück Gaslicht von Patrick Hamilton mit Sybil Thorndike und Derek Bond aufgeführt, was sechs Monate lief und zum ersten Transfer des TRSE in das Londoner Theaterzentrum im Westend führte. Im Dezember 1949 schloss das Theater erneut.

## Joan Littlewood
Die einflussreiche britische Theater- und Filmregisseurin der 1950er und 1960er Jahre Joan Littlewood (1914–2002) bereiste mit ihrer Theatertruppe „Theatre Workshop“ ab 1945 fast zehn Jahre lang den Norden Englands, Wales und das europäische Festland, als sie sich mit ihr 1953 im Theatre Royal Stratford East dauerhaft niederließ.
Unter der Leitung ihres Lebensgefährten Gerry Raffles (1928–1975), der mit ihr an Produktionen wie A Taste of Honey und Oh! What a Lovely War arbeitete, begann das Theater aufzublühen. Am 11. April 1975 starb Gerry Raffles im Alter von 53 Jahren in Lyon an Diabetes. Da sie zuvor auch viele ihrer besten Schauspieler an das Fernsehen verlor, beendete Littlewood ihre Arbeit als Regisseurin und ging noch im gleichen Jahr dauerhaft nach Frankreich. Berühmte Namen hatten ihren Durchbruch am TRSE, darunter Richard Harris, Murray Melvin, Barbara Windsor, Victor Spinetti, Harry H. Corbett, der Musical-Komponist Lionel Bart und die Schriftstellerin Shelagh Delaney.
Der bekannte Schauspieler Michael Caine wurde während der Proben einmal von Littlewood angefahren: „Hau ab zur Shaftesbury Avenue. Du wirst immer nur ein Star sein.“ („Piss off to Shaftesbury Avenue.[liegt im West End] You will only ever be a star.“), da Littlewood das Wort 'Star' stets negativ konnotierte und gute Schauspielkunst anderes definierte. Ein weiteres Wort von ihr war: „Die Probe ist die Arbeit und die Aufführung das Vergnügen.“.

## Das Theater heute
Das Theater wurde in den frühen 1970er Jahren durch die Errichtung eines Einkaufszentrums („Stratford Shopping Centre“) und einem möglichen Abriss gefährdet. Eine öffentliche Kampagne erreichte, dass das English Heritage das Gebäude unter Denkmalschutz stellte (Grade II*) und so den Fortbestand des Theaters sicherte. Die Finanzen blieben aber knapp und Gerry Raffles besserte oder tauschte Theatereinrichtungen nur aus, sobald Geld verfügbar wurde. Im Jahr 2001 wurden nach einem Geldsegen des Heritage Lottery Fund, welcher sich aus Einnahmen der National Lottery speist, im Rahmen des Cultural Quarter Project (Kulturquartierprojekt) der Olympischen Sommerspiele 2012 alle Bereiche des Theaters vor und hinter den Kulissen des Theaters renoviert.
1990 hatte das Theater einen überaus großen Erfolg mit der Premiere von Five Guys Named Moe, welches sogleich ins West End wanderte und dort den Olivier Award für das „Best Entertainment“ gewann. Das Musical wurde weltweit produziert, auch am Broadway (1992), und erfährt ständige Neuinszenierungen. Auch am TRSE, wohin es 2010 zurückkehrte. 2004 schrieb das Theater Geschichte, als es das erste britische Black Musical, The Big Life, auf die Bühne brachte und es zum West End transferieren konnte, wo es am Apollo Theatre aufgeführt wurde.  2005 brachte das Theater eine Musical-Version des jamaikanischen Kultfilms The Harder They Come auf die Bühne – untermalt von eingängiger Reggaemusik; auch dieses Musical konnte sich unter dem Regisseur Perry Henzel, der auch schon im Kinofilm die Regie führte, im West End recht erfolgreich behaupten.
Der Zuschauerbereich beinhaltet heute 465 Sitzplätze, davon 241 im Parkett, 124 auf dem unteren Balkon (Dress Circle) und die Galerie (Upper Circle) verfügt über 100 Sitze. Es gibt Proberäume („Hedley Rehearsal Room“ und „Dillon Rehearsal Room“), einen Konferenzraum („Murray Melvin Meeting Room“) und eine Bar.